# Liste des évêques de Novare
Cet article liste les évêques de Novare.
- Saint Gaudence de Novare † (397 - 22 janvier 417 décédé)
- Saint Agabio † (vers 417 - 440)
- Saint Laurent de Novare †
- Diogene †
- Pascenzio †
- Simplicio ou Simpliciano † (451)
- Vittore † (? - 489 ? décédé)
- Onorato †
- Pagaziano †
- Opilio † (529 ? - ?)
- Ambrogio I † (548 ? - ?)
- Filacrio ou Ilario † (? - 15 décembre 553 ou 568 ? décédé)
- Agnello †
- Spettabile † (vers 615)
- Marcello †
- Severo †
- Lupicino †
- Probino o Urbano † (vers 650)
- Vigilio †
- Flavino ou Flaviano †
- Pramfronio  † (vers 670)
- Graziano † (679 ou 680)
- Probo †
- Laureolo †
- Leone † (vers 700)
- Ambrogio II †
- Grazioso † (750)
- Benedetto †
- Pietro Ier †
- Sicardo † (? - 780 décédé)
- Tito Levita † (780 - octobre 800 décédé)
- Attone † (novembre 800 - février 830 décédé)
- Saint Adalgis de Novare † (février 830 - avril 848 décédé)
- Oddone Ier † (avril 848 - septembre 858 décédé)
- Deutemiro † (septembre 858 - 869 décédé)
- Notingo † (mai 869 - septembre 879 décédé)
- Lamberto † (octobre 879 - février 881 décédé)
- Ernusto ou Ernulfo †  (février 881 - août 882 décédé)
- Cadulto † (août 882 - 5 avril 891 décédé)
- Liuterio † (avril 891 - février 895 décédé)
- Garibaldo † (février 895 - 9 mai 902 décédé)
- Dagiberto (mai 902 - juillet 940 décédé)
- Rodolfo † (juillet 940 - août 957 décédé)
- Pietro II † (août 957 - décembre 964 décédé)
- Aupaldo † (965 ? - mai 993 décédé)
- Pietro III † (993 - février 1032 décédé)
- Gualberto † (janvier 1032 - janvier 1039)
- Riprando † (2 février 1039 - 21 décembre 1053 décédé)
- Oddone II † (10 juin 1054 - 18 août 1079 décédé)
- Alberto † (vers 1080 - 1083 décédé)
  - Anselmo † (1083 - vers 1114) (anti-évêque)
  - Eppone † (vers 1114 - 1116) (anti-évêque)
- Riccardo † (2 septembre 1116 - 25 juillet 1123 décédé)
- Litifredo † (1123 - 17 mai 1151 décédé)
- Guglielmo Tornielli † (2 novembre 1153 - vers 1168 déposé)
- Guglielmo Faletti † (vers 1168 - vers 1172)
- Bonifacio  † (vers 1172 - vers 1192)
- Ottone † (vers 1192 - 1196)
- Pietro IV † (1196 - 1209 ?)
- Card. Gerardo da Sessa, O.Cist. † (1209 - 4 mai 1211 nommé archevêque de Milan)
- Oldeberto Tornielli † (21 mai 1213 - 15 mars 1235 décédé)
- Odemaro Buzio † (1er octobre 1235 - 10 avril 1249 décédé)
- Sigebaldo Caballazio † (28 juillet 1249 - 1269 décédé)
  - siège vacant
  - Guido Pinzio † (vers 1277 - vers 1279) (anti-évêque)
  - siège vacant
- Englesio Caballazio, O.F.M. † (15 février 1287 - 20 janvier 1291 décédé)
  - Matthieu Visconti † 8 février 1291 - 1296) (anti-évêque)
- Papiniano della Rovere † (5 février 1296 - 3 juin 1300 nommé évêque de Parme)
  - siège vacant (1300-1303)
- Bartolomeo Quirini † (8 janvier 1303 - 10 janvier 1304 nommé archevêque de Trente)
- Uguccio Borromeo † (18 février 1304 - 1329 décédé)
  - Giovanni de Spaim † (1328 - ?) (anti-évêque)
- Jean Visconti † (1331 - 10 août 1339 décédé)
- Guglielmo Amidano, O.S.A.  † (17 juillet 1342 - 29 janvier 1356)
- Oldrado Maineri † (12 octobre 1356 - 1388 décédé)
- Pietro Filargo, O.F.M. † (18 septembre 1389 - 17 mai 1402 nommé archevêque de Milan, puis fut élu antipape sous le nom d'Alexandre V)
- Giovanni Capogallo, O.S.B. † (1er août 1402 - 15 juin 1413 décédé)
- Pietro de Giorgi † (15 février 1413 - 1429 nommé archevêque de Gênes)
- Bartolomeo Visconti † (1429 - 1457 décédé)
- Jacopo Filippo Crivelli † (30 mai 1457 - 1466 décédé)
- Bernardo Rossi † (8 octobre 1466 - 1468 décédé)
- Card. Giovanni Arcimboldi † (21 novembre 1468 - 25 octobre 1484 nommé archevêque de Milan)
  - Card. Ascanio Sforza † (25 octobre 1484 - 1484 démissionne) (administrateur apostolique)
- Gerolamo Pallavicini † (18 avril 1485 - 18 août 1503 décédé)
  - Card. Ascanio Sforza † (1503 - 28 mai 1505 décédé) (administrateur apostolique pour la seconde fois)
  - Card. Federico Sanseverino † (30 mai 1505 - 24 octobre 1511 démissionne) (administrateur apostolique)
  - Card. Matthieu Schiner † (6 février 1512 - 1516 démissionne) (administrateur apostolique)
  - Card. Federico Sanseverino † (1516 - 7 août 1516 décédé) (administrateur apostolique pour la seconde fois)
  - Card. Antonio Maria Ciocchi del Monte † (7 août 1516 - 1521 démissionne) (administrateur apostolique)
  - Card. Matthieu Schiner † (1521 - 30 septembre 1522 décédé) (administrateur apostolique pour la seconde fois)
  - Card. Antonio Maria Ciocchi del Monte † (30 septembre 1522 - 20 décembre 1525 démissionne) (administrateur apostolique pour la seconde fois)
- Ermete Stampa † (20 décembre 1525 - 1526 décédé)
- Giovanni Angelo Arcimboldi † (2 mars 1526 - 19 mars 1550 nommé archevêque de Milan)
  - Ippolito II d’Este † (19 mars 1550 - 18 novembre 1551 démissionne) (administrateur apostolique)
  - Card. Giulio della Rovere † (18 novembre 1551 - 12 septembre 1552 démissionne) (administrateur apostolique)
  - Card. Giovanni Morone † (12 septembre 1552 - 13 mars 1560 démissionne) (administrateur apostolique)
- Card. Giovanni Antonio Serbelloni † (13 mars 1560 - 1574 démissionne)
- Romolo Archinto † (26 avril 1574 - 4 septembre 1576 décédé)
- Gerolamo Ragazzoni † (19 septembre 1576 - 19 juillet 1577 nommé évêque de Bergame)
- Pomponio Cotta † (19 juillet 1577 - décembre 1579 deceduto)
- Francesco Bossi † (21 octobre 1579 - 18 septembre 1584 décédé)
- Gaspare Visconti (it) † (5 novembre 1584 - 28 novembre 1584 nommé archevêque de Milan)
- Cesare Speciano (Speciani) † (28 novembre 1584 - 30 janvier 1591 nommé évêque de Crémone)
- Pietro Martire Ponzone † (8 février 1591 - 19 novembre 1593 décédé)
- Carlo Bascapè, B. † (8 février 1593 - 6 octobre 1615 décédé)
- Card. Ferdinando Taverna † (16 novembre 1615 - 29 août 1619 décédé)
- Ulpiano (Volpiano) Volpi † (12 septembre 1619 - 10 mars 1629 décédé)
- Giovanni Pietro Volpi † (10 mars 1629 succeduto - 12 septembre 1636 décédé)
- Antonio Tornielli † (15 décembre 1636 - 8 mars 1650 décédé)
- Beato Benedetto Odescalchi † (4 avril 1650 - 6 mars 1656 démissionne)
- Giulio Maria Odescalchi, O.S.B. † (2 mars 1656 - 28 août 1666 décédé)
- Giuseppe Maria Maraviglia, C.R. † (12 décembre 1667  - 19 septembre 1684 décédé)
- Card. Celestino Sfondrati, O.S.B. † (1685  - 4 septembre 1686 nominato abate del Monastero di San Gallo)
- Giovanni Maria Visconti (évêque de Novare) (it), B. † (31 mai 1688 - 10 août 1713 décédé)
- Card. Giberto Borromeo † (17 janvier 1714 - 22 janvier 1740 décédé)
- Bernardino Ignazio Roero di Cortanze, O.F.M.Cap. † (18 septembre 1741 - 26 octobre 1747 décédé)
- Giovanni Battista Baratta, C.O. † (1747 - 11 avril 1748 décédé)
- Ignazio Rovero Sanseverino † (15 juillet 1748 - 10 septembre 1756 décédé)
- Marco Aurelio de Berton des Balbes † (3 janvier 1757 - 17 mai 1789 décédé)
- siège vacant (1789-1791)
- Carlo Luigi Buronzo del Signore † (26 septembre 1791 - 24 juillet 1797 nommé archevêque de Turin)
- Vittorio Filippo Melano, O.P. † (24 juillet 1797 - 23 décembre 1813 décédé)
  - siège vacant (1813-1817)
- Card. Giuseppe Morozzo della Rocca † (1er octobre 1817 - 22 mars 1842 décédé)
- Giacomo Filippo Gentile † (27 janvier 1843 - 23 octobre 1875 décédé)
- Stanislao Eula † (28 janvier 1876 - 10 avril 1886 décédé)
- Davide Riccardi † (14 octobre 1886 - 14 décembre 1891 nommé archevêque de Turin)
- Edoardo Pulciano † (11 juillet 1892 - 16 novembre 1901 nommé archevêque de Gênes)
- Mattia Vicario † (16 décembre 1901 - 5 mars 1906 décédé)
- Card. Giuseppe Gamba † (13 août 1906 - 20 décembre 1923 nommé archevêque de Turin)
- Giuseppe Castelli † (21 octobre 1924 - 12 septembre 1943 décédé)
- Leone Giacomo Ossola, O.F.M.Cap. † (19 octobre 1943 - 12 juin 1951 démissionne)
- Gilla Vincenzo Gremigni, M.S.C. † (29 juin 1951 - 7 janvier 1963 décédé)
- Placido Maria Cambiaghi, B. † (28 février 1963 - 30 octobre 1971 démissionne)
- Aldo Del Monte † (15 janvier 1972 - 19 décembre 1990 retraite)
- Renato Corti, 19 décembre 1990 - 24 novembre 2011 (retraite)
- Franco Giulio Brambilla (it), depuis le 24 novembre 2011